# Zils Global Parques
A Zils Global Parques, Zona Industrial e Logística de Sines, é um parque empresarial, com cerca de 2 000 hectares, localizado em Sines, cidade do Alentejo Litoral. O parque tem áreas vocacionadas para a indústria, logística e serviços. Sendo uma estrutura adjacente ao Porto de Sines, a ZILS oferece acesso rápido a vias de comunicação marítimas, rodo e ferroviárias (Zils, 2008). Este parque empresarial é gerido pela aicep Global Parques, uma empresa integrante da aicep Portugal Global, Agência para o Investimento e Comércio Externo de Portugal (A aicep, 2008).
Possuem actividades neste complexo várias empresas de destaque, quer nacional, quer internacional. Entre elas estão (Zils, 2008):
- Galp;
- EDP;
- Sonae Indústria;
- Cimpor;
- Repsol.